# Schleithal
Schleithal – miejscowość i gmina we Francji, w regionie Grand Est, w departamencie Dolny Ren.
Według danych na rok 1990 gminę zamieszkiwały 1374 osoby, a gęstość zaludnienia wynosiła 151 osób/km² (wśród 903 gmin Alzacji Schleithal plasuje się na 203. miejscu pod względem liczby ludności, natomiast pod względem powierzchni na miejscu 277.).

## Galeria obrazów

Schleithal
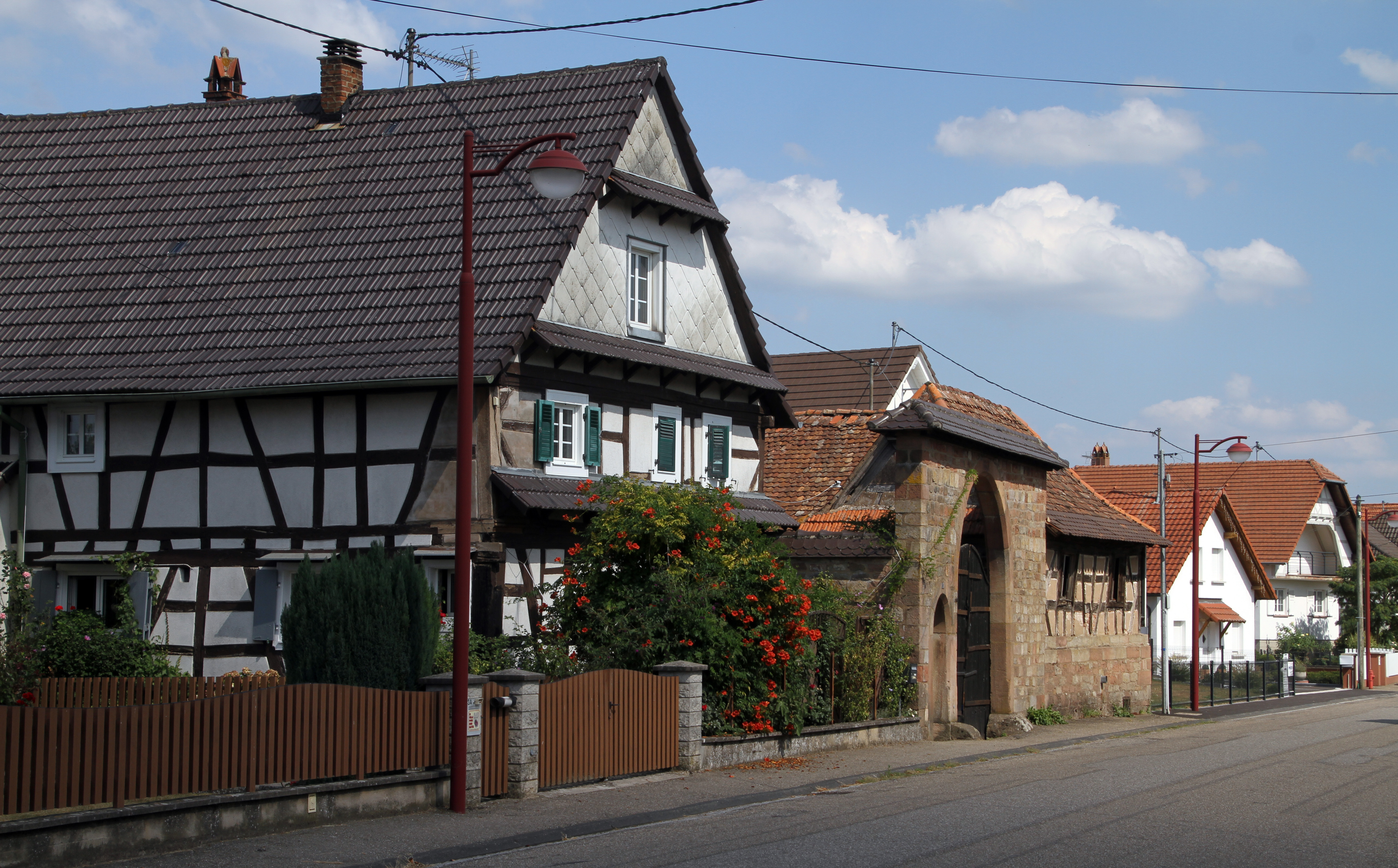
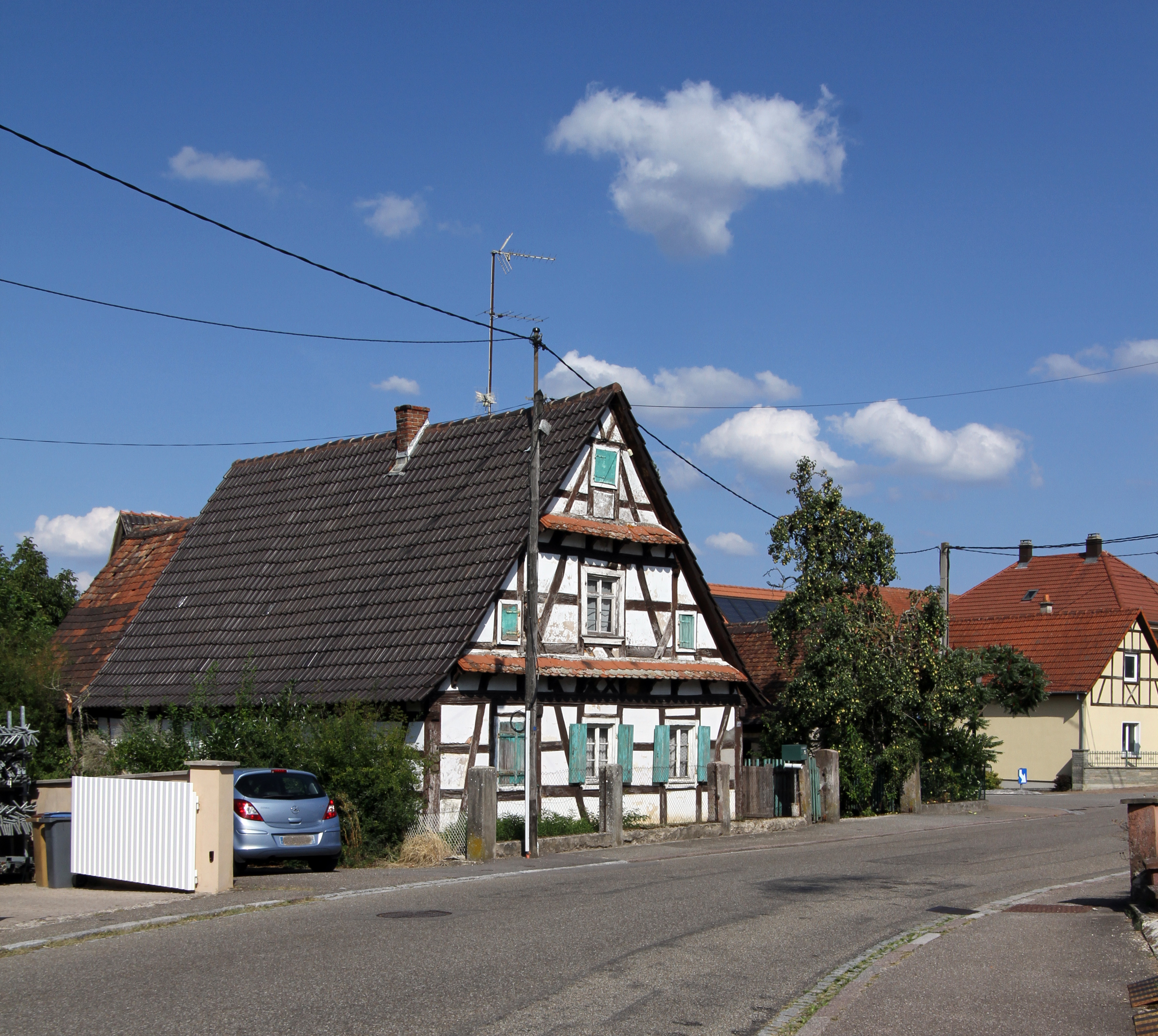
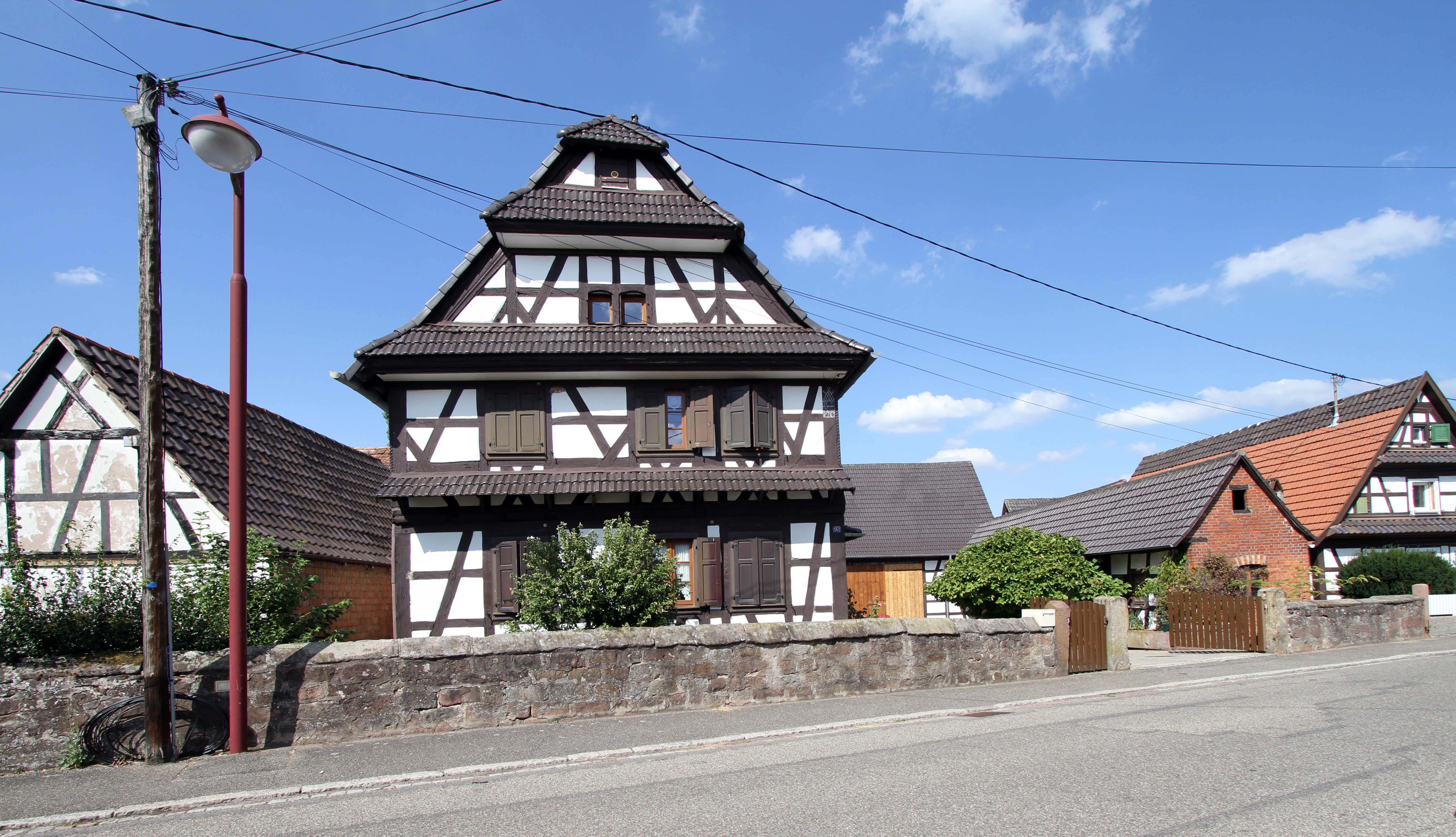
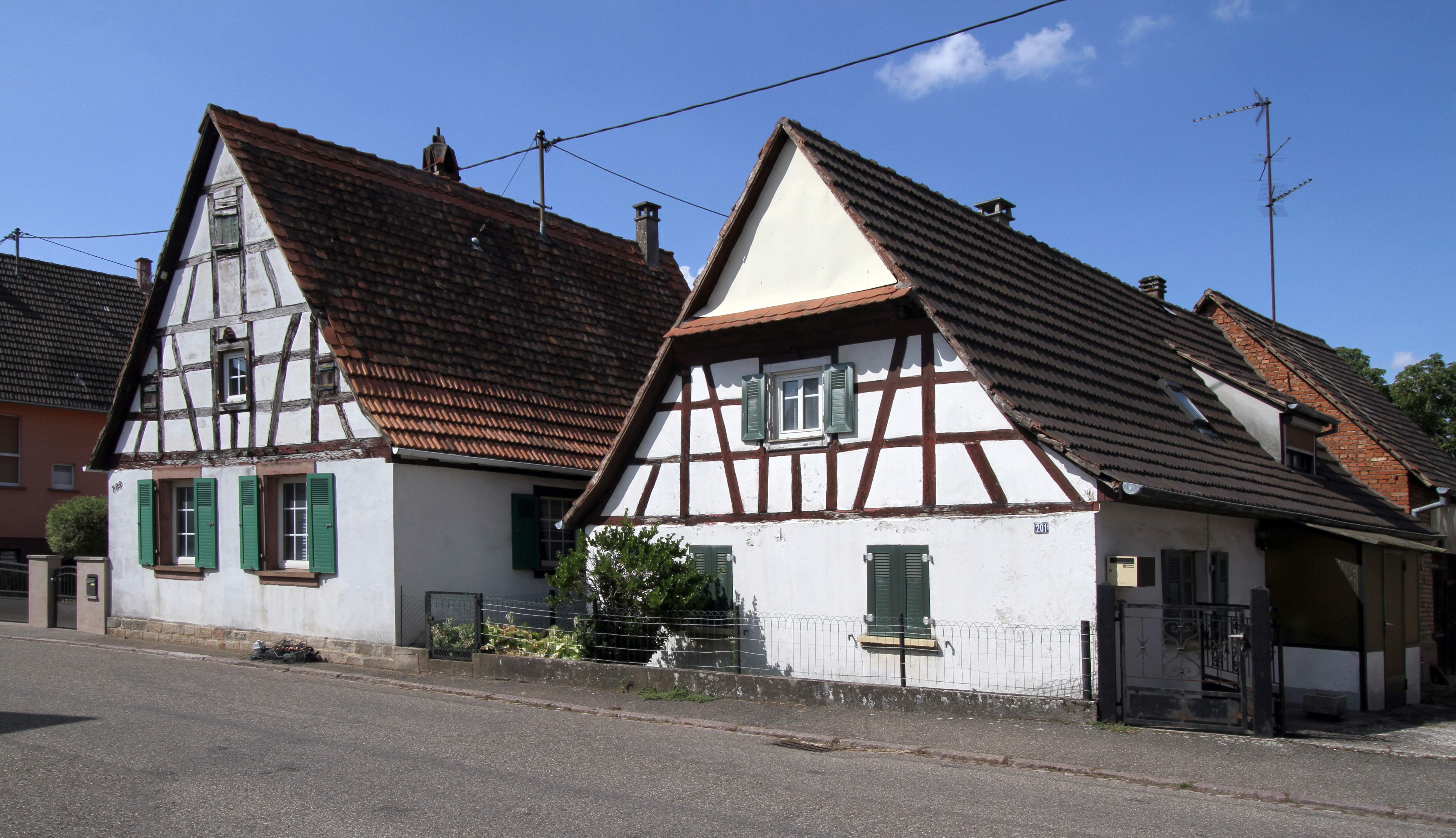
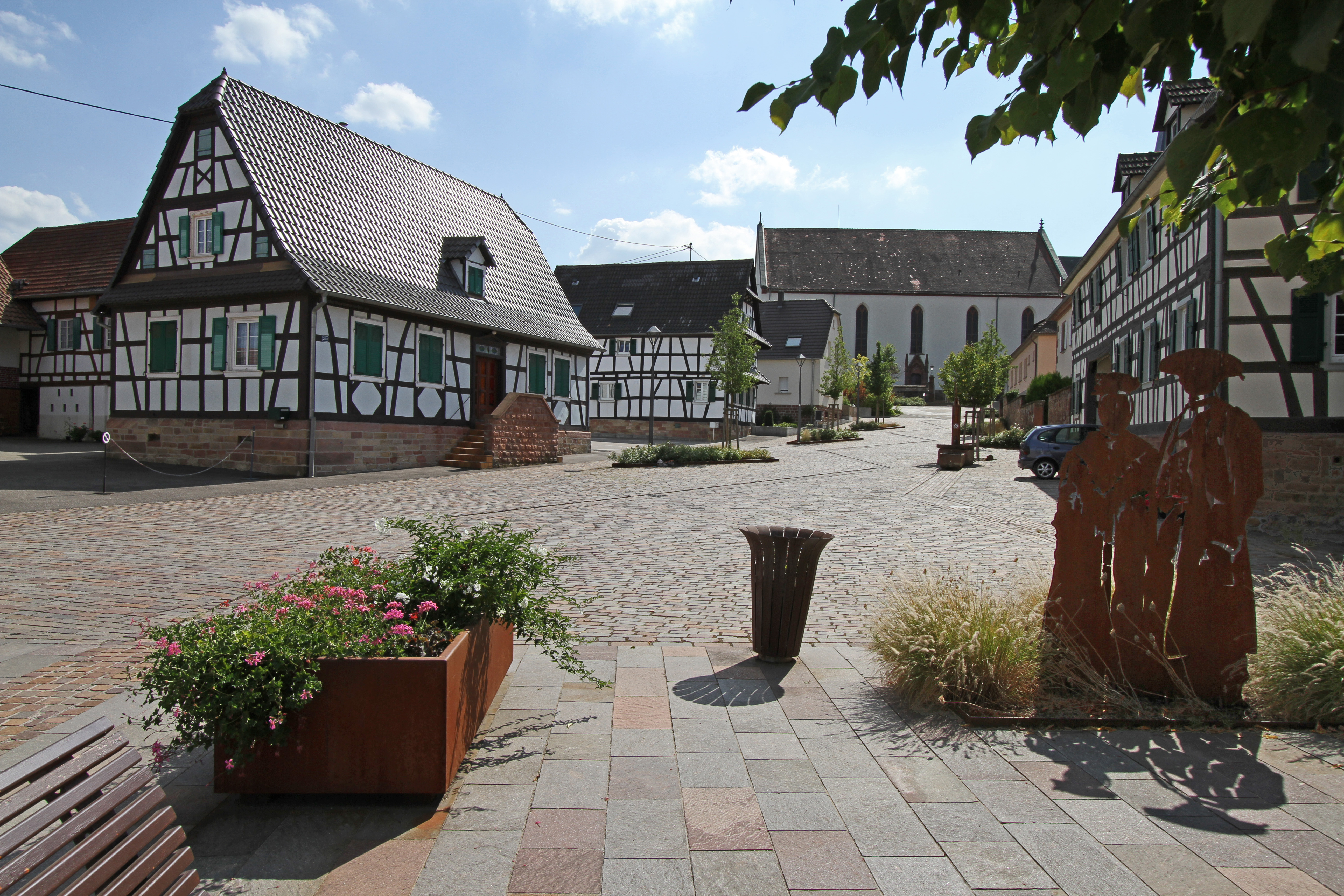
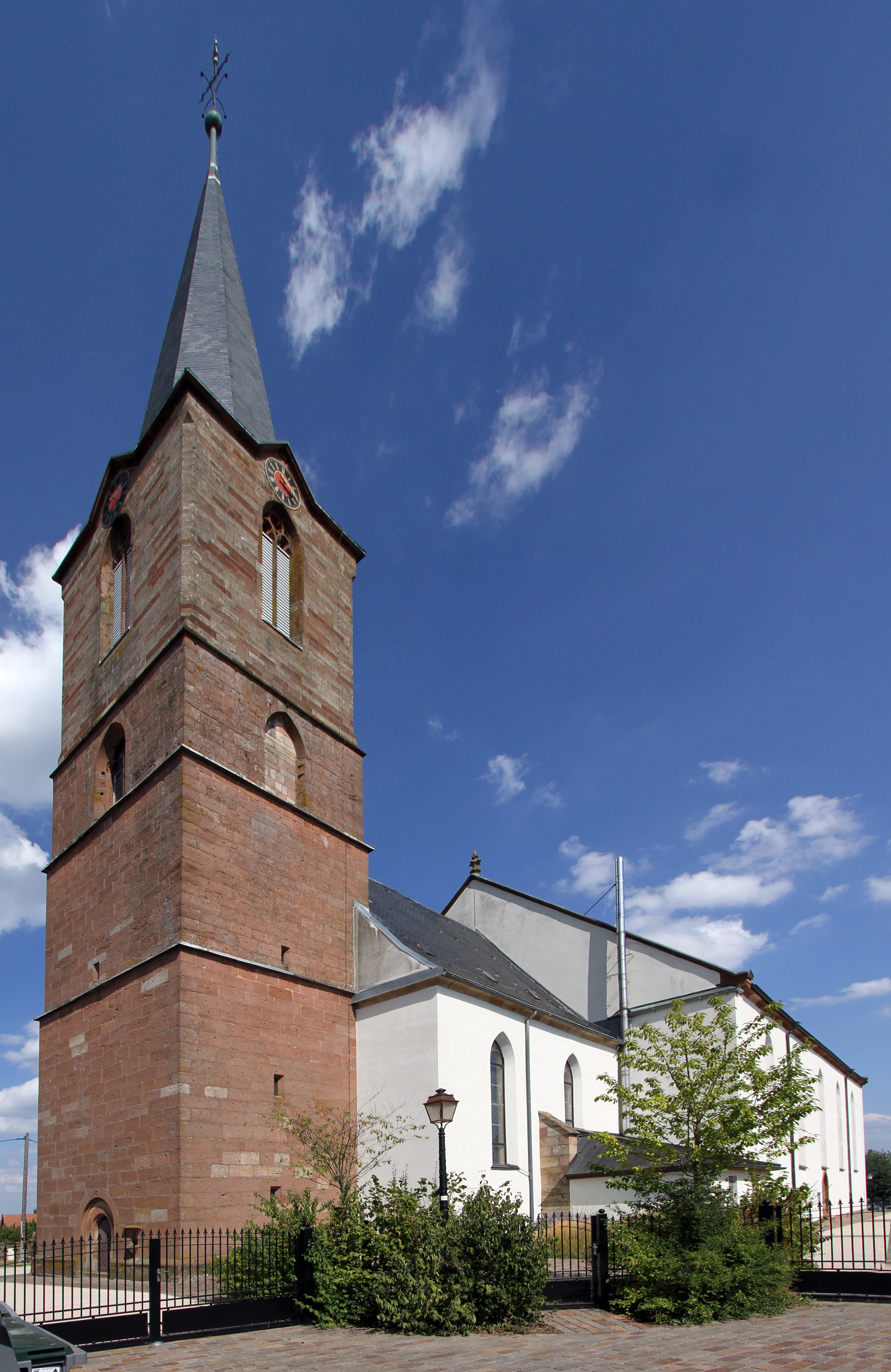
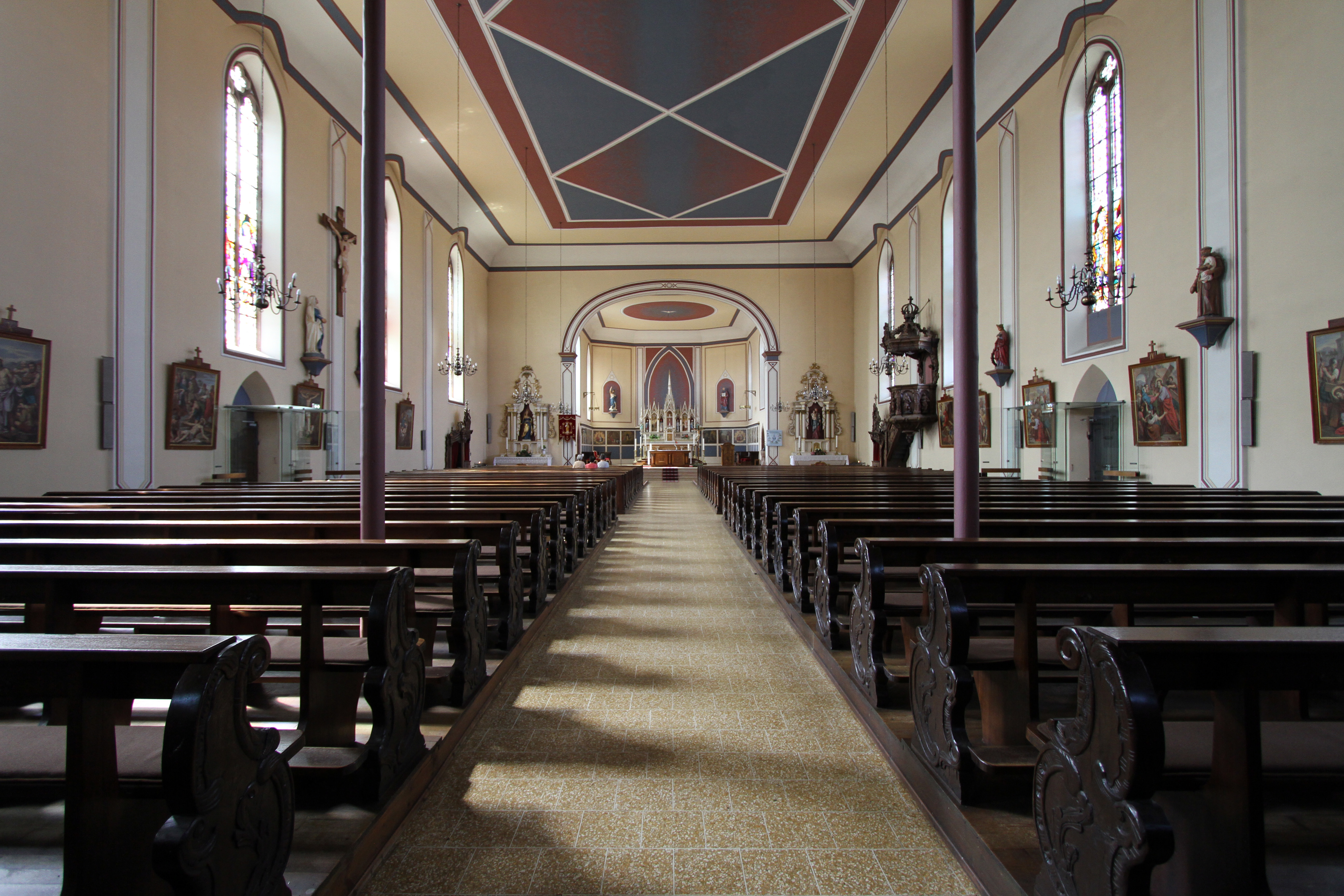
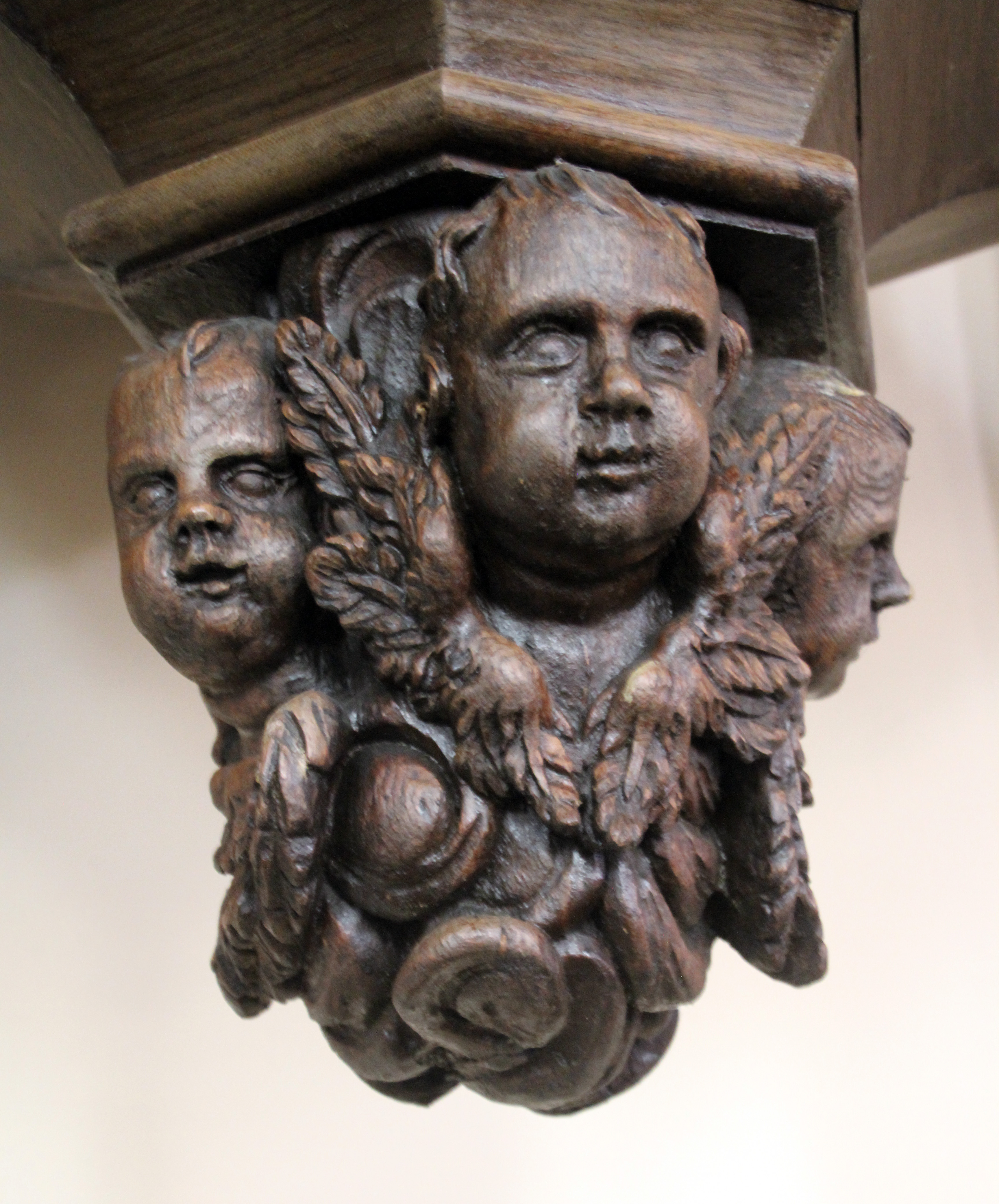